# El núvol
El núvol (títol original en francès La Nuée) és una pel·lícula francesa dirigida per Just Philippot, amb un guió de Jérôme Genevray i Franck Victor que fou estrenada el 2020. Aquest és el seu primer llargmetratge. Ha estat doblada al català.
Va ser seleccionat per a la Setmana dels Crítics del 73è Festival Internacional de Cinema de Canes, que es va cancel·lar a causa de la pandèmia de Covid-19. Va tenir un pressupost de 3 milions d'euros.

## Argument
Per salvar la seva família i el seu negoci d'entomocultura de la fallida, Virginie, una mare soltera de dos fills, cria  llagostes comestibles en una granja del camp pel seu alt contingut en proteïnes. Després d'haver descobert que per duplicar la producció d'insectes cal alimentar-los amb sang, la dona es posarà mans a l'obra, fins i tot arribant a sacrificar-se a ella mateixa i a la seva pròpia sang.
En trobar un cadàver d'animal, descobreix que la situació posa en perill la seva família. Fins que troba la seva filla atrapada sota una barca al llac per protegir-se de l'eixam assassí, es fereix per atraure els insectes amb la seva sang, permetent que la seva filla nedi cap a ella.

## Repartiment
- Suliane Brahim : Virginie
- Sofian Khammes : Karim
- Marie Narbonne : Laura
- Raphael Romand : Gaston
- Victor Bonnel : Kévin
- Vincent Deniard : Briand
- Christian Bouillette : Duvivier

## Producció
La Nuée és el primer llargmetratge de Just Philippot, com a director. Es va interessar especialment per l'aspecte modern de l'escenari de Jérôme Genevray i Franck Victor: 
| « | El que m'interessava d'aquesta història és que era una pel·lícula d'avui, una pel·lícula que, per la seva dimensió fantàstica, ens parlava directament del gran desequilibri que afecta el món i l'agricultura en particular. (…) Tot comença quan Virginie entén que ha de donar-li a les seves llagostes quelcom més. No són pesticides, no són aliments, és una part d'ella mateixa. És en abandonar-se completament a la seva producció que fa explotar el seu rendiment (...) És més una pel·lícula de tensió que una pel·lícula de gènere. Per definir-ho amb més precisió, diria que és un thriller agrícola que acaba com una pel·lícula de desastres | » |

## Rodatge
El rodatge va tenir lloc durant 35 dies el 2019 a Cauvèira, a Òlt i Garona, per les escenes relacionades amb la granja de Virginie així com l'interior de la seva planta baixa, i a la regió Alvèrnia-Roine-Alps per a les escenes interiors del pis superior de la casa de Virginie, així com altres escenes exteriors (celler, bosc, llac i vinya). L'escena de la platja es filma a Hossegor, davant del Nord. A Puèi Domat, els llocs inclouen el Lycée Virlogeux a Riam, l'estadi de futbol a Bilhom i el Lac des Fades a Sant Jacme d'Ambur.

## Distincions

### Premis
- LIII Festival Internacional de Cinema Fantàstic de Catalunya (Sitges):[9]
  - Premi Especial del Jurat
  - Premi a la millor actriu Suliane Brahim
- Festival Internacional de Cinema Fantàstic de Gérardmer 2021:[10]
  - Premi de la Crítica
  - Premi del públic

### Nominacions
- César 2022: Millor primera pel·lícula

## Crítica
A l'agregador de ressenyes Rotten Tomatoes, el 86% de les 14 ressenyes són positives, amb una valoració mitjana de 6,5/10.
Clarisse Fabre de Le Monde assenyala: 
| « | Diiguem que a partir d'un drama camperol, els dos coguionistes Jérôme Genevray i Franck Victor aconsegueixen teixir una història d'allò més singular i aterridora | » |